# Die Frau im Schrank
Die Frau im Schrank ist ein deutsches Stummfilm-Lustspiel aus dem Jahre 1927. Unter der Regie von Rudolf Biebrach spielen Willy Fritsch, Ruth Weyher und Fee Malten die Hauptrollen. Die Geschichte basiert auf einem Lustspiel von Soulié Dussieux de Chennevières und Octave Mirbeau.

## Handlung
Dr. Richard Marechal ist ein gutaussehender und begehrter Frauenarzt. Ein Leben in Glamour und Luxus ist ihm nicht unbekannt. Seine Freundin, die Tänzerin Lucie Fleury, gibt sein Geld mit vollen Händen aus. Eines Tages ist Richard pleite und der Gerichtsvollzieher steht vor der Tür. Ein weiteres Problem ist für ihn Claire Labori, eine blutjunge Frau, die mit dem Jahrzehnte älteren Oberst Gaston Belford verheiratet ist. Richard und Claire haben sich jüngst ineinander verliebt. Der Arzt entführt sie zum Schein in ein sicheres Versteck in seinem äußerst geräumigen Schrank. 
Allerdings klebt der Gerichtsvollzieher sein amtliches Pfändungssiegel auf eben diesen Schrank. Nun kann Claire nicht mehr heraus, ohne das Siegel zu zerreißen, was einer Straftat gleichkäme. Die Dinge verkomplizieren sich, als sich die eifersüchtige Lucy von der Frau im Schrank erfährt und mit deren erbosten Gatten Belford zusammen Richard zur Rede stellen will. Doch zwischenzeitlich ist es Richard gelungen, das benötigte Geld aufzutreiben, mit dem er das Pfand wieder auslösen kann. Das amtliche Siegel wird entfernt, und Claire Labori kann rechtzeitig aus ihrem engen Versteck entkommen. Richard macht sich einen Spaß und versteckt dort statt ihrer eine weit weniger attraktive, alte Patientin von ihm, um die eifersüchtige Noch-Freundin Lucie vorzuführen. Der Oberst und die Tänzerin staunen nicht schlecht, wen sie im Schrank vorfinden, und Dr. Marechal hat im letzten Moment noch einmal seinen Hals aus der Schlinge gezogen.

## Produktionsnotizen
Die Frau im Schrank entstand von Februar bis April 1927 in den UFA-Studios, passierte am 1. August 1927 die Zensur und wurde am 30. September desselben Jahres in Berlins Mozartsaal uraufgeführt. Der Film besaß sechs Akte, verteilt auf 2178 Meter, und wurde mit Jugendverbot belegt. 
Erich Czerwonski entwarf die Filmbauten.

## Rezeption
Die Kritiken nach der Premiere fielen wohlwollend aus. „In der 5-Uhr-Vorstellung spendete ein mehr befreundetes, geschweige denn erfreutes Publikum Beifall“, hieß es in Der Film, und die Berliner Morgenpost befand: „Was soll man auch dazu sagen, wenn ein Mädchen in einem Alter, in dem die heutige weibliche Jugend sich schon lebhaft für Sport und Charleston interessiert, noch einen Hängezopf trägt, mit Puppen spielt und in kindlicher Ausgelassenheit Roller läuft.“